# Geometry Dash
Geometry Dash est un jeu vidéo de plates-formes basé sur le rythme de type runner,, à forte influence die and retry, sorti en 2013 sur plates-formes mobiles. Le jeu est proposé en version gratuite avec des niveaux et des fonctionnalités réduites et vendu complet sur Google Play (Android), l'App Store (iOS), sur Windows Store (Windows RT et Windows Phone) et Steam.
La version gratuite est limitée à 23 niveaux (19 niveaux en mode normal + 4 niveaux en platformers) tandis que la version payante en propose 26 avec différentes difficultés (Easy étant la difficulté la plus facile et Demon la plus difficile). Dans la version payante, beaucoup plus de possibilités s'offrent au joueur, comme celles de créer ses propres niveaux et de les poster pour qu'ils soient évalués par la communauté du jeu, de jouer aux niveaux postés par les autres joueurs, de découvrir des sélections de ces niveaux avec des récompenses lorsqu'on les finit tous (Map Packs, Daily (un niveau "star rate", donc ayant reçu une valeur d'étoiles par jour), Weekly (un niveau récemment "star rate" de difficulté Demon par semaine), Gauntlets, Event (Un niveau choisi par RobTop et la plupart du temps, la musique une collaboration entre un des compositeurs du jeu et NCS, etc.), de voir les classements des meilleurs joueurs du jeu, de créer un compte pour sauvegarder sa progression sur divers appareils et pour ajouter des amis, ainsi que de débloquer bien plus de formes et de couleurs pour personnaliser ses avatars en partie.
Le jeu n'est disponible qu'en anglais.

## Système de jeu
Geometry Dash est un jeu en défilement horizontal dans lequel le joueur dirige une icône qui glisse sur le sol et qui doit sauter pour éviter divers obstacles tels que des blocs, des pics, des scies circulaires, des monstres, des boules de feu et des rayons électriques; le plus souvent en rythme avec la musique utilisée dans le niveau. Le sens de déplacement est par défaut de la gauche vers la droite, et la gravité est par défaut vers le bas. Les niveaux et phases de jeu sont graduellement de plus en plus difficiles. En général, le jeu se classe beaucoup plus difficile que la moyenne des jeux de plateformes classiques.

### Transformations
L'icône de base du jeu est un carré (appelée en anglais icon ou cube) qui glisse sur le sol et qui saute lorsque le joueur appuie sur l'écran ou clique sur le bouton gauche de la souris.
Cependant, l'icône peut devenir, en passant par les portails correspondants :
- un navire volant (ship, portail rose), apparaissant dès le premier niveau (Stereo Madness), qui vole vers le haut lorsque l'on appuie sur l'écran (plus on appuie longtemps, plus le navire vole haut) ;
- une balle (ball, portail rouge), à partir du niveau 9 (Cycles), qui roule sur le sol et qui change la gravité lorsque l'on clique sur une plateforme;
- une soucoupe volante (UFO, portail orange), à partir du niveau 12 (Theory of Everything), qui saute, même déjà en l'air, lorsque l'on clique (le saut est toujours identique et ne dépend pas de la manière d'appuyer) ;
- une flèche (wave, portail bleu), à partir du niveau 17 (Blast Processing), qui peut se diriger à 45° ou -45°, avançant vers le haut lorsque l'on clique et vers le bas lorsque l'on lâche ;
- un robot (robot, portail blanc) à partir du niveau 19 (Geometrical Dominator), dont le saut, au sol seulement, dépend de la manière d'appuyer (plus l'appui est prolongé, plus le robot saute haut et longtemps, jusqu'à une certaine limite)
- une araignée (spider, portail violet) à partir du niveau 21 (Fingerdash), qui se téléporte au clic dans le sens opposé à la gravité en changeant celle-ci ;
- un mode encore inédit, inspiré du jeu Swing Copters (en), le (swing, portail jaune) à partir du niveau 22 (Dash).  Cette nouvelle transformation change la gravité lorsque l'on appuie, y compris en l'air.
- un jet-pack (portail rose), seulement dans le mode "platformer", est utilisé de la même façon que le navire volant : vole vers le haut lorsque l'on appuie sur l'écran (plus on appuie longtemps, plus le navire vole haut).

### Variantes des transformations
Dans les niveaux officiels apparus avec la mise à jour 1.4 (à partir du niveau 11, Clutterfunk), les transformations (icône, fusée, soucoupe…) peuvent devenir minuscules, en passant par un fin portail craquelé de couleur rose ; (le portail inverse, pour reprendre une taille normale, étant le même de couleur verte) et ainsi être plus difficiles à contrôler car plus sensibles aux contrôles du joueur. Il existe également un portail, triangulaire et de couleur orange (à partir de la mise à jour 1.8, introduit dans  le niveau Hexagon Force) où la transformation est dédoublée (dual) et où les deux transformations (les couleurs sont inversées pour l'une des deux) sont placées dans deux gravités différentes (vers le haut et vers le bas), et doivent être simultanément contrôlées. Certains niveaux créés par les joueurs font que lorsque le personnage est dédoublé, une moitié de l'écran commande l'un des personnages, et l'autre moitié commande l'autre, permettant de jouer à deux joueurs sur le même appareil (2-Player Mode). Le portail inverse, qui fait disparaître le double du personnage, est triangulaire de couleur bleue.

### Autres changements
À partir du niveau 4 (Dry Out), des passages en gravité inversée (grâce à de fins portails, jaune pour mettre la gravité vers le haut, bleus pour la mettre vers le bas, et verts (depuis la 2.2) pour inverser la gravité actuelle ; ou des rebondisseurs (pads) (voir paragraphe suivant). Ils deviennent de plus en plus fréquents au fil des niveaux (les changements de gravité s'appliquent à tous les modes ; par exemple, pour la wave, il faudra appuyer/maintenir sur l'écran pour aller vers le bas en gravité inversée, plutôt que vers le haut habituellement). S'y ajoutent à partir de la 1.1, dans le niveau 8 ("Time Machine"), des changements de sens de défilement horizontal du niveau (mirror ; le jeu défile par défaut de la gauche vers la droite. Un triple portail orange change ce sens, de la droite vers la gauche, et un triple portail bleu remet le sens par défaut). À partir de la 1.7 (Electrodynamix), des portails de changement de vitesse (sous la forme de flèches) peuvent faire accélérer brutalement le joueur pour rendre le jeu encore plus déconcertant ou encore le ralentir, rendant les phases de ship plus difficiles, surtout en cas de "straight fly" ("vol statique", vol en ship dans une section très fine, étant souvent utilisé dans des niveaux de difficulté "extreme demon"). La vitesse par défaut correspond à une simple flèche bleue (>), puis des vitesses de plus en plus élevées à une double flèche verte (>>), une triple flèche violette (>>>) et une quadruple flèche rouge (>>>>) ; une vitesse ralentie à une simple flèche jaune pointant dans l'autre sens (<). Certains portails (en demi-cercle noir et bleu) à partir du niveau 20 (Deadlocked) téléportent verticalement le personnage vers un autre portail (en demi-cercle noir et orange) afin de le déstabiliser encore plus. Les blocs peuvent aussi bouger afin de changer la configuration de certains passages à partir de la 2.0 (Geometrical Dominator).

### Objets spéciaux
Les niveaux comportent également des rebondisseurs (en anglais : jump pad) qui font rebondir ou font changer de gravité le personnage qui y entre en contact, ainsi que des points lumineux entourés d'un anneau (en anglais : jump ring plus communément appelés jump orbs) sur lesquelles il faut appuyer au moment où le personnage passe dessus. Ils permettent de rebondir plus ou moins fortement selon la nature de celui-ci (jumps pads ou jump orbs roses : petit saut ; jaunes : saut moyen ; rouges : grand saut), de changer la gravité de différentes manières (bleus : changent simplement la gravité ; verts (uniquement orb) : combinaisons d'un bleu et d'un jaune, cela change la gravité et applique la force du dernier déplacement du joueur selon la nouvelle gravité ; ou, depuis la 2.2 les orbes spider (violet) qui téléportent l' icône de la même manière que dans la transformation spider) ou d'atterrir immédiatement au sol (noirs), même si ceux-ci dataient de la 2.1. Par contre, il n' existe pas de rebondisseur vert ou noir. Cependant, ils constituent parfois des pièges, en envoyant le joueur sur un spike par exemple, ce qui les transforme en obstacles à éviter.

## Fonctionnalités
Le Practice Mode (mode entraînement) permet au joueur de s'entraîner sur chaque niveau (découvrir le niveau et ses mécanismes) en recommençant la partie à l'endroit où il a laissé un checkpoint (signalé par une émeraude verte) lorsqu'il tombe dans un piège, alors qu'en mode normal, il repart du début. L'intelligence artificielle du jeu place des checkpoints régulièrement si le joueur en a activé la fonctionnalité et le joueur peut lui aussi en placer à l'infini où il le désire. En plus de permettre de découvrir le niveau, finir un niveau en Practice Mode lui permet de débloquer de nouvelles améliorations (généralement de nouvelles couleurs) qui sont cependant moins importantes que si on finissait le niveau en mode normal.
Le joueur peut également récolter des pièces secrètes cachées dans des passages secrets du niveau, au nombre de maximum trois par niveau. Une fois qu'il les a récoltées, il doit impérativement finir le niveau pour les gagner (sinon, il faut les collecter à nouveau à la nouvelle tentative). Elles permettent de débloquer de nouvelles couleurs , icônes, fusées, balles, soucoupes, etc. Elles servent également (dans la version payante) à débloquer les trois niveaux de difficulté Demon : Clubstep (qui nécessite 10 pièces), Theory of Everything 2 (surnommé ToE2 par la communauté, et qui en nécessite 20) et Deadlocked (qui en nécessite 30). Anciennement, les créateurs de niveaux en ligne pouvaient en placer dans leurs niveaux mais cette fonctionnalité a été retirée du jeu car il était possible d'en placer une infinité. Dans la mise à jour 2.0, le joueur peut placer des User Coins (ou Silver Coins), sortes de versions alternatives couleur argent des pièces normales mais il ne peut en mettre que trois maximum comme dans les niveaux officiels. Il y a en tout trois types de pièces : les pièces dorées qui sont dans les 25 niveaux officiels (ou en récompense de la complétion de Map Packs), les pièces en argent présentes dans les niveaux classés, vérifiés par le créateur du jeu et les administrateurs accrédités, et les pièces en bronze (qui ne valent rien et ne donnent aucune récompense) dans les niveaux non classés créés par la communauté ou dans les niveaux classés mais dont les pièces n'ont pas été récupérées par le créateur lors de la vérification de son niveau (passage obligatoire où le créateur doit réussir le niveau pour pouvoir le publier).
Dans la version gratuite, le joueur ne dispose que d'un outil permettant de personnaliser l'apparence du cube,. Il peut obtenir de nouvelles formes et de nouvelles couleurs en cliquant sur les icônes qui défilent sur l'écran titre (Easter Egg), en terminant des niveaux, en récoltant des pièces secrètes cachées dans les niveaux, en faisant certaines actions spéciales (par exemple, partager un niveau que le joueur a créé avec la communauté) ou bien sous forme de récompense pour le nombre de sauts, de tentatives, de niveaux Demon complétés, de niveaux en ligne likés ou dislikés… Il est à noter que la personnalisation des personnages n'est que cosmétique et n'a aucune influence sur le gameplay.
La version payante propose 5 niveaux supplémentaires (qui offrent de nouvelles icônes et de nouveaux pouvoirs), un outil de création de niveaux, ainsi qu'une connexion online qui permet aux joueurs de partager leurs niveaux avec la communauté et d'en découvrir de nouveaux via une barre de recherche. De nombreux niveaux supplémentaires sont disponibles via les Map packs (contenant 3 niveaux chacun) pour obtenir plus de pièces secrètes. Elle permet aussi de pouvoir entrer dans des Gauntlets (sorte de recueil de niveaux en ligne qui contiennent 5 niveaux chacun) qui permettront au joueur d'obtenir des récompenses.

## Caractéristiques supplémentaires

### Comptes utilisateurs
Les joueurs peuvent créer un compte sur la page du jeu (auparavant, cela était possible dans le jeu lui-même, mais cela a été supprimé pour des raisons de sécurité), avoir un profil, publier des messages , consulter des statistiques, des messages ; accepter des amis, débloquer des personnes bloquées, se connecter à des réseaux sociaux tels que : YouTube , Twitter et Twitch ; avec d'autres fonctionnalités telles que les niveaux de visualisation et les commentaires avec les votes les plus positifs. Si quelqu'un a posté un niveau sans compte, son nom apparaîtra en vert, mais s'il a un compte, son nom apparaîtra en jaune doré. Actuellement, un compte est nécessaire pour publier un niveau sur les serveurs ; sans celui-ci, une bannière apparaîtra vous demandant d'en créer un.

### Gauntlets
Les Gauntlets sont des niveaux créés par les joueurs et représentés comme un monde dans le style des mondes Geometry Dash World . Dans chaque gauntlet, il y a cinq niveaux choisis par RobTop. Lorsque le joueur termine un Gauntlets , il reçoit un coffre avec une clé et un  « death effect » en fonction du Gauntlet et des diamants et des orbes de mana. Les niveaux sont de toute difficulté.

### Niveaux Daily Weekly et évents
Les  niveaux quotidiens “Daily” sont créés par les joueurs. Il s'agit de niveaux compris entre deux étoiles et neuf étoiles. En complétant le niveau quotidien, le joueur recevra également ses étoiles et ses diamants respectifs, ainsi qu'une quantité supplémentaire de diamants.
Le démon hebdomadaire “weekly demon” ont la même interface que le niveau quotidien. Cela a été ajouté dans la mise à jour 2.11, mais au lieu de niveaux de deux à neuf étoiles, ce sont dix étoiles, ils sont de difficulté "démon" et les récompenses sont supérieures à celles du niveau quotidien.
Les niveaux events ont aussi la même interface. Ils ont eté ajouté lors de la mise à jour 2.207, la difficulté des niveaux n’est pas limité et les récompenses sont supérieures à celles des niveaux Weekly et peuvent contenir des clés d’or.

### Bonus
Les niveaux bonus sont une listes de niveaux platformer uniquement disponibles sur la version lite du jeu allant de la difficulté hard à easy demon.
Ils changent toutes les semaines.

### Featured
Les niveaux featured sont une liste regroupant tout les niveaux ayant au minimum une classification featured ou plus.
Sur Geometry Dash World et lite cette liste ressemble à celle du bonus mais est uniquement composée de niveaux standard.

### Modérateur
Les joueurs créent des niveaux et les soumettent à la communauté. D'autres joueurs peuvent ensuite voter pour ces niveaux. Lorsqu'un niveau atteint dix votes, il commence à être considéré comme ayant une certaine difficulté, mais n'obtient pas encore d'étoiles.
Certains joueurs, appelés modérateurs, ont la capacité de soumettre des niveaux directement à RobTop, le créateur du jeu. Si RobTop approuve un niveau soumis par un modérateur, ce niveau reçoit des étoiles, ce qui indique sa qualité et sa validation officielle.
Types de Modérateurs
Pour distinguer les modérateurs des autres joueurs, RobTop a ajouté la lettre « M » à gauche de leur nom de profil. De plus, il existe deux types de modérateurs, différenciés par la couleur de leur « M » :
- Elder Mod : Le « M » est de couleur fuchsia.
- Mod : Le « M » est de couleur jaune.

Avec la mise à jour 2.2, un troisième type de modérateur a été ajouté :
- Leaderboard Mod : Ce type de modérateur est lié à la gestion des classements.

### Polices d’écriture
Les polices de caractères utilisées par le jeu sont Oxygène 1 pour le titre et Pusab pour le reste des annotations .

## Niveaux
Le jeu propose au total 43 niveaux allant de la difficulté la plus facile (Easy) à la plus élevée (Demon). Les difficultés sont : facile (Easy), normal (Normal), difficile (Hard), très difficile (Harder), fou (Insane), démon (Demon). Il y a aussi, uniquement pour les niveaux en ligne, la difficulté Auto (niveaux automatiques dans lesquels le joueur n'a pas besoin d'effectuer d'action pour le terminer) et NA (non-noté) qui est la difficulté attribuée aux niveaux en ligne dont la difficulté n'a pas encore été décidée par les autres joueurs.
Les 27 niveaux du jeu principal sont, dans l'ordre :
1. Stereo Madness (Easy, 1 étoile) ;
2. Back On Track (Easy, 2 étoiles) ;
3. Polargeist (Normal, 3 étoiles) ;
4. Dry Out (Normal, 4 étoiles) ;
5. Base After Base (Hard, 5 étoiles) ;
6. Cant Let Go (Hard, 6 étoiles) ;
7. Jumper (Harder, 7 étoiles) ;
8. Time Machine (Harder, 8 étoiles) ;
9. Cycles (Harder, 9 étoiles) ;
10. xStep (Insane, 10 étoiles) ;
11. Clutterfunk (Insane, 11 étoiles) ;
12. Theory of Everything (Insane, 12 étoiles) ;
13. Electroman Adventures (Insane, 10 étoiles) ;
14. Clubstep (Demon, 14 étoiles) ;
15. Electrodynamix (Insane, 12 étoiles) ;
16. Hexagon Force (Insane, 12 étoiles) ;
17. Blast Processing (Harder, 10 étoiles) ;
18. Theory of Everything 2 (Demon, 14 étoiles) ;
19. Geometrical Dominator (Harder, 10 étoiles) ;
20. Deadlocked (Demon, 15 étoiles) ;
21. Fingerdash (Insane, 12 étoiles) ;
22. Dash (Insane, 12 étoiles) ;
23. The Tower (Platformer, 5 lunes (collectées à la fin d'un niveau platformer))
24. The Sewers (Platformer, 6 lunes)
25. The Cellar (Platformer, 7 lunes)
26. The Secret Hollow (Platformer, 7 lunes)
27. The Challenge (Easy, 3 étoiles)
28. The Seven Seas (Easy, 1 étoile) (Geometry Dash Meltdown)
29. Viking Arena (Normal, 2 étoiles) (Geometry Dash Meltdown)
30. Airborne Robots (Hard, 3 étoiles) (Geometry Dash Meltdown)
31. Payload (Easy, 2 étoiles) (Geometry Dash World)
32. Beast Mode (Easy, 2 étoiles) (Geometry Dash World)
33. Machina (Easy, 3 étoiles) (Geometry Dash World)
34. Years (Easy, 3 étoiles) (Geometry Dash World)
35. Frontlines (Easy, 3 étoiles) (Geometry Dash World)
36. Space Pirates (Easy, 3 étoiles) (Geometry Dash World)
37. Striker (Easy, 3 étoiles) (Geometry Dash World)
38. Embers (Easy, 3 étoiles) (Geometry Dash World)
39. Round 1 (Easy, 3 étoiles) (Geometry Dash World)
40. Monster Dance Off (Easy, 3 étoiles) (Geometry Dash World)
41. Press Start (Normal, 4 étoiles) (Geometry Dash SubZero)
42. Nock Em (Hard, 6 étoiles) (Geometry Dash SubZero)
43. Power Trip (Harder, 8 étoiles) (Geometry Dash SubZero)

Depuis la version 2.1, il existe cinq subdivisions (nuances) de la difficulté Demon : Easy Demon (démon facile), Medium Demon (démon moyen), Hard Demon (démon difficile), Insane Demon (démon fou) et Extreme Demon (démon extrême). Les récompenses attribuées au joueur terminant les niveaux vont de 1 étoile (Stereo Madness) jusqu'à 15 étoiles (Deadlocked) dans les niveaux du jeu officiel (le barème de récompenses pour les niveaux en ligne est : Easy : 2 étoiles ; Normal : 3 étoiles ; Hard : 4-5 étoiles ; Harder : 6-7 étoiles ; Insane : 8-9 étoiles ; Demon : 10 étoiles quelle que soit la nuance de difficulté du Demon). La difficulté automatique (Auto : une étoile de récompense) permet de noter les niveaux où l'on n'a pas besoin de toucher quoi que ce soit pour gagner ; l'autre difficulté insolite, néant (NA), désignant les niveaux publiés en ligne qui n'ont pas encore reçu de notation via le système de notation, accessible par tous les joueurs.

## Musique
Les musiques de Geometry Dash font partie intégrante du jeu : elles sont généralement synchronisées avec les actions à effectuer, et elles donnent leurs noms aux niveaux (sauf pour Fingerdash qui utilise la musique "Fingerbang"). Elles ont été créées par huit compositeurs de musique électronique (ForeverBound, DJVI, Step, Waterflame, DJ-Nate, F-777, OcularNebula et MDK). Il est à noter que les morceaux, qui durent normalement trois à quatre minutes, ont été raccourcis pour coller avec la durée des niveaux (de 1 minute 30 à 2 minutes). Toutes les musiques figurant dans Geometry Dash (à l'exception du niveau 21 - Fingerdash - qui provient de YouTube) viennent du site Newgrounds.
La musique du niveau Stereo Madness a été réalisée par ForeverBound, celles des niveaux Back on Track, Dry Out, Base After Base, Can't Let Go, Cycles et xStep ont été réalisées par DJVI, celle du niveau Polargeist par Step, celles des niveaux Jumper, Time Machine, Clutterfunk, Electroman Adventures, Hexagon Force, Blast Processing et Geometrical Dominator par Waterflame, celles des niveaux Theory of Everything, Clubstep, Electrodynamix et Theory of Everything 2 par DJ-Nate, celle du niveau Deadlocked par F-777 et celles des niveaux Fingerdash et Dash par MDK. Enfin, la musique du Practice Mode, présente dans tous les niveaux, est tirée de Stay Inside Me composée par OcularNebula.

## Mises à jour
Geometry Dash avait dans ses premières années des mises à jour régulières, environ une mise à jour par semaine. Pour la mise à jour 2.0, RobTop voulait rajouter le plus de contenu possible : la version 1.9 a donc duré approximativement 6 mois. La version 2.2, quant à elle, a été annoncée officiellement par Robtop lui-même à l'occasion de la vidéo des 10 ans du jeu dans laquelle il annonce que cette dernière sortira en octobre 2023 mais a été finalement retardé en décembre 2023. La version 2.2 est alors considérée comme la mise à jour la plus attendue du jeu, qui aura mis plus de 6 ans à sortir, la version 2.1 étant sortie en janvier 2017. L'attente n'a jamais été aussi forte depuis la création du jeu en août 2013, ce qui signifie que Geometry Dash en tant que franchise a perduré la moitié de son existence sans aucune mise à jour majeure.
À la suite de la mise à jour 2.1, plusieurs mises à jour mineures ont été publiées; la 2.11 servant à rajouter quelques petites fonctionnalités sans pour autant faire une révolution; ou encore les versions 2.1.11, la 2.1.12 et la 2.1.13, étant des mises à jour anti-cheat (pour empêcher les hackers d'exploiter les failles de sécurité du jeu pour tricher).
Début juin 2022, la mise à jour 2.2.11 de Geometry Dash Lite introduit de manière non intentionnelle plusieurs nouveautés supplémentaires de la version 2.2.
Lors de la vidéo d'animation fêtant les dix ans du jeu, la date de sortie de la version 2.2 fut annoncée pour octobre 2023. Cependant, RobTop signalera plus tard la repousser à novembre et annoncera plus tard un nouveau report pour décembre.
Le 20 décembre 2023, RobTop annonce sur X (anciennement Twitter) la sortie de la version 2.2 sur Steam et les plateformes mobiles.
Le 20 décembre 2024, une mise à jour de Geometry Dash Lite a rajouté de nombreuses fonctionnalités de la version complète (tels que les “Daily”, les "Weekly", et les "Events") ainsi que la possibilité de jouer à 10 niveaux en ligne "star rate" (vote d'étoile) qui changent chaque semaine, et 10 autres niveaux en ligne "platformer" qui changent également chaque semaine.
Plusieurs mises à jour ont suivi.
| Nom de la mise à jour | Contenu, | Date              |
| --------------------- | --- | ----------------- |
| 1.0                   | Création du jeu. | 13 août 2013      |
| 1.1                   | Ajout du niveau Time Machine. | 10 septembre 2013 |
| 1.2                   | Ajout du niveau Cycles et d‘une nouvelle transformation, la "ball". | 21 octobre 2013   |
| 1.3                   | Ajout du niveau Xstep et du classement. | 20 novembre 2013  |
| 1.4                   | Ajout du niveau Clutterfunk et du mode "mini". | 26 décembre 2013  |
| 1.5                   | Ajout du niveau Theory of Everything et d’une nouvelle transformation, la soucoupe volante ou "UFO". | 30 janvier 2014   |
| 1.6                   | Ajout du niveau Electroman Adventures, du niveau démon Clubstep et des pièces secrètes. | 25 mars 2014      |
| 1.7                   | Ajout du niveau Electrodynamix et des portails de changement de vitesse. | 22 mai 2014       |
| 1.8                   | Ajout d’une niveau Hexagon Force et du mode dual. | 7 août 2014       |
| 1.9                   | Ajout des niveaux Blast Processing et Theory of Everything 2 et de la transformation, la flèche ou "wave" | 9 novembre 2014   |
| 2.0                   | Ajout des niveaux Geometrical Dominator et Deadlocked et du mode de jeu robot. Ajout aussi des portails de téléportation, du système de "User Coins", des pages de profil d'utilisateur, du système d'amis et de messagerie. Les objets peuvent aussi bouger.                | 27 août 2015      |
| 2.1                   | Ajout du niveau Fingerdash, de la transformation spider et des niveaux daily. | 18 janvier 2017   |
| 2.11                  | Ajout des niveaux weekly et du shop communautaire | 16 novembre 2017  |
| 2.2                   | Ajouts ,du niveau Dash, de la transformation swing, du mode platformer, de 4 niveau formant la tour (The Tower), de 2 nouveaux "shops", de 30 nouveaux gauntlets, des listes de niveaux, des lunes et des contrôles de caméra entre autres.                                  | 20 décembre 2023  |
| 2.205                 | Ajout de l’option permettant de montrer les "hitboxes" du jeu en mode practice. | 7 janvier 2024    |
| 2.206                 | Ajout de plus de 1200 musiques du label anglais No Copyright Sounds dans la bibliothèque de sons du jeu (music library). | 1 juin 2024       |
| 2.207                 | Ajout des "events" ,des coffres en or (gold chests),d’une fonction nommée "ignore damage" permettant de pouvoir passer à travers les blocs si le joueur joue à son propre niveau et d’un nouveau gardien ayant des codes en références aux "events" en cours et à des mèmes. | 8 novembre 2024   |

## Mods
Geode, un outil créé par la communauté, permet d'installer des mods, eux aussi créés par la communauté, sur la version payante du jeu. Il y a un multiple nombre de mods tels que Globed qui permet de jouer en réseau avec d'autres personnes, Mega Hack qui ouvre un menu de triche en cliquant sur TAB, Super Expert qui donne des plateformers aléatoires auxquels jouer ou encore bien d'autres mods.

## Jeux en lignes
Sur la version payante, il est possible de rechercher des niveaux créés par des créateurs du monde entier, de regarder des classements et de créer soi-même les niveaux avec une multitude d'outils.

### Éditeur de niveaux
L'éditeur de niveaux permet d'inclure tous les composants d'un niveau de base. Le créateur peut modifier le thème du niveau et les paramètres par défaut (véhicule, vitesse, taille, mode duo). La musique de chaque niveau doit être celle d'un niveau de base ou une autre provenant du site NewGrounds, de librairie de son du jeu et du label Ncs. Une fois vérifié (complété par son créateur) et mis en ligne, sa difficulté est définie par les votes des autres joueurs.

### Classements
Dans la rubrique Classements (Scores), il est possible de consulter 4 classements différents :
- Top 100 : le classement des 100 joueurs possédant le plus d'étoiles (ayant temporairement arrêté d'être mis à jour entre juin 2017 et mai 2021). Il   est maintenant mis à jour avec des comptes choisis manuellement afin d'éviter les tricheurs de s'y retrouver[16] ;
- Friends : le classement des amis de l'utilisateur (lui y compris) ;
- Global : un classement en fonction du nombre d'étoiles mais affichant les 100 joueurs au dessus de l'utilisateur et les 100 joueurs en-dessous (temporairement arrêté d'être mis à jour depuis juin 2017)[16].[à vérifier] ;
- Creators : le classement des meilleurs créateurs en fonction de leur nombre de points de créateur (Creator points en anglais) c'est-à-dire le nombre de niveaux publiés par ces joueurs qui ont été officiellement vérifiés par RobTop (rated) avec des étoiles en récompense.

## Autres versions du jeu

### Geometry Dash Meltdown
Geometry Dash Meltdown, sorti le 19 décembre 2015, compte trois niveaux : The Seven Seas, Viking Arena, et Airborne Robots. Geometry Dash Meltdown est considéré comme un « preview » de la version 2.0 de Geometry Dash bien que sortie après celle-ci. Toutes les musiques de cette version ont été composées par F-777.

### Geometry Dash World
Geometry Dash World, sorti le 22 décembre 2016 compte 10 niveaux d'une trentaine de secondes, disposés équitablement dans deux mondes différents appelés Dashlands et Toxic Factory de cinq niveaux chacun. Le niveau suivant ne peut être joué qu'après que le joueur a fini le niveau précédent, contrairement au jeu original. Les dix niveaux dans l'ordre sont Payload, Beastmode, Machina, Years, Frontlines, Space Pirates, Striker, Embers, Round 1 et Monster Dance Off. Ce jeu inclut toute la technologie de Geometry Dash Meltdown et du jeu original dans sa version 2.0, notamment les portails, la téléportation, tout en rajoutant certains aspects, comme un nouveau type de déplacement appelé l'araignée, pouvant se téléporter en changeant la gravité (contrairement à la balle qui ne peut pas se téléporter), où le joueur peut acheter certains types d’icônes, de balles, de soucoupes... Le mode de paiement accepté sont les « orbs », que le joueur peut récupérer en finissant des niveaux, ou en ouvrant les coffres quotidiennement disponibles dans l'écran titre. Les diamants sont une autre monnaie du jeu, plus rare que les orbes, mais le joueur peut les obtenir de 2 façons : soit en finissant des niveaux quotidiens ou les démons hebdomadaires, soit en complétant les quêtes du jour. Un nouveau type de gardien fait alors son apparition, appelé The Keymaster, gardant The Vault of Secret. Ce même gardien possède certains secrets comme son propre niveau appelé The Challenge. Certaines icônes sont déblocables à l'aide de « fragments » (shards) qui sont récupérables avec les coffres ou des niveaux en lignes. Il existe cinq types de fragments différents : ceux de glace, de feu, de poison, d'ombre, de lave. En récupérer un de chaque formera un « bonus fragment ». Les obtenir permettent de débloquer de nouvelles icônes, véhicules et effets de mort si le joueur en amasse une centaine d'un même type.
Les musiques de ces niveaux ont été composées par Dex Arson, Waterflame et F-777.

### Geometry Dash SubZero
Le jeu Geometry Dash SubZero est paru le 21 décembre 2017. Il comporte 3 niveaux d'environ 1 minute et 10 secondes, Press Start, Nock Em et Power Trip. Le premier est de difficulté Normal avec 4 étoiles. Le deuxième est de difficulté Hard avec 6 étoiles et le troisième est d'une difficulté Harder (plus dur) 8 étoiles. Ce jeu est considéré comme la « preview » (version de démonstration) de la version 2.2 de Geometry Dash. Ce jeu rajoute entre autres de nouvelles mécaniques comme des zooms au niveau de la caméra et un mode statique de cette dernière ou aussi des blocs spéciaux (pads, orbs) qui font revenir le joueur en arrière.
Les musiques de ces niveaux ont été composées par MDK, BossFight et Boom Kitty respectivement.

## Communauté

### Concours d'icônes 2017
En février 2017, le joueur Viprin a annoncé, avec Michigun et Etzer, un événement consistant en l'envoi par la communauté de suggestions d'icônes pour les différents modes de jeu à implémenter dans les versions 2.11 et 2.2. Cette sélection a été faite par vote les gagnants ont été annoncés en juin de la même année.

### Concours d'icônes 2020
En novembre 2020, Robtop, le développeur du jeu, a annoncé pour la deuxième fois un concours dans lequel ses icônes pourraient être ajoutées dans la version 2.2, afin d'avoir un catalogue d'icônes plus à jour, en décembre une image a été présentée qui contenait des noms de certains participants ainsi que le nombre d'icônes implémentées par eux, et a ensuite partagé une image de plus de 300 icônes ( Uniquement les cubes) déjà ajoutés au jeu.

### Demonlist
La Demonlist ou liste de démon est un classement non officiel des niveaux les plus difficiles de Geometry Dash. Il est géré par Pointercrate et les enregistrements sont acceptés au-dessus d'un seuil donné et attribuent un grand nombre de points. La liste est divisée en deux sections : la liste principale et la liste étendue. La liste principale contient les démons les plus difficiles tandis que la liste étendue contient des démons qui ne sont pas qualifiés pour la section principale mais qui sont néanmoins d'une grande pertinence. Selon la liste des démons Geometry Dash sur Pointercrate, le démon le plus difficile du jeu est actuellement  Amethyst de iMist et Snom, vérifié pa wpopoff.
Le site Pointercrate dispose également d'une section appelée Stats Viewer, qui classe les utilisateurs ayant obtenu le plus de points dans la liste Pointercrate Actuellement, la visionneuse de statistiques reconnaît le joueur américain Zoink  comme le joueur avec le plus de points.

## Réception
Le jeu a reçu des critiques généralement positives de la part des critiques. Softpedia a complimenté le style du jeu et le défi qu'il soulève, en disant : « Bien que cela puisse parfois devenir un peu frustrant, vous pouvez toujours terminer les étapes en utilisant le mode d'entraînement, puis vous lancer dans les nombreux niveaux différents générés par les utilisateurs ». 148Apps a également donné au jeu une critique positive, déclarant : « Geometry Dash offre tous les défis attendus d'un jeu « impossible » tout en le rendant plus accessible aux nouveaux venus ». Geometry Dash a également été répertorié par le critique Chris Morris sur le site Web Common Sense Media comme un jeu vidéo adapté aux enfants sur lequel les parents pouvaient laisser leurs enfants jouer, déclarant que le jeu était un « bon moyen de gérer la frustration » et que « les familles peuvent également parler de rythme et de la joie de danser au rythme de la musique ». Sur l' App Store , Geometry Dash était respectivement le deuxième et le septième jeu iPad et iPhone le plus vendu en 2018.